# Atole
Pour l’article ayant un titre homophone, voir Atoll (homonymie).

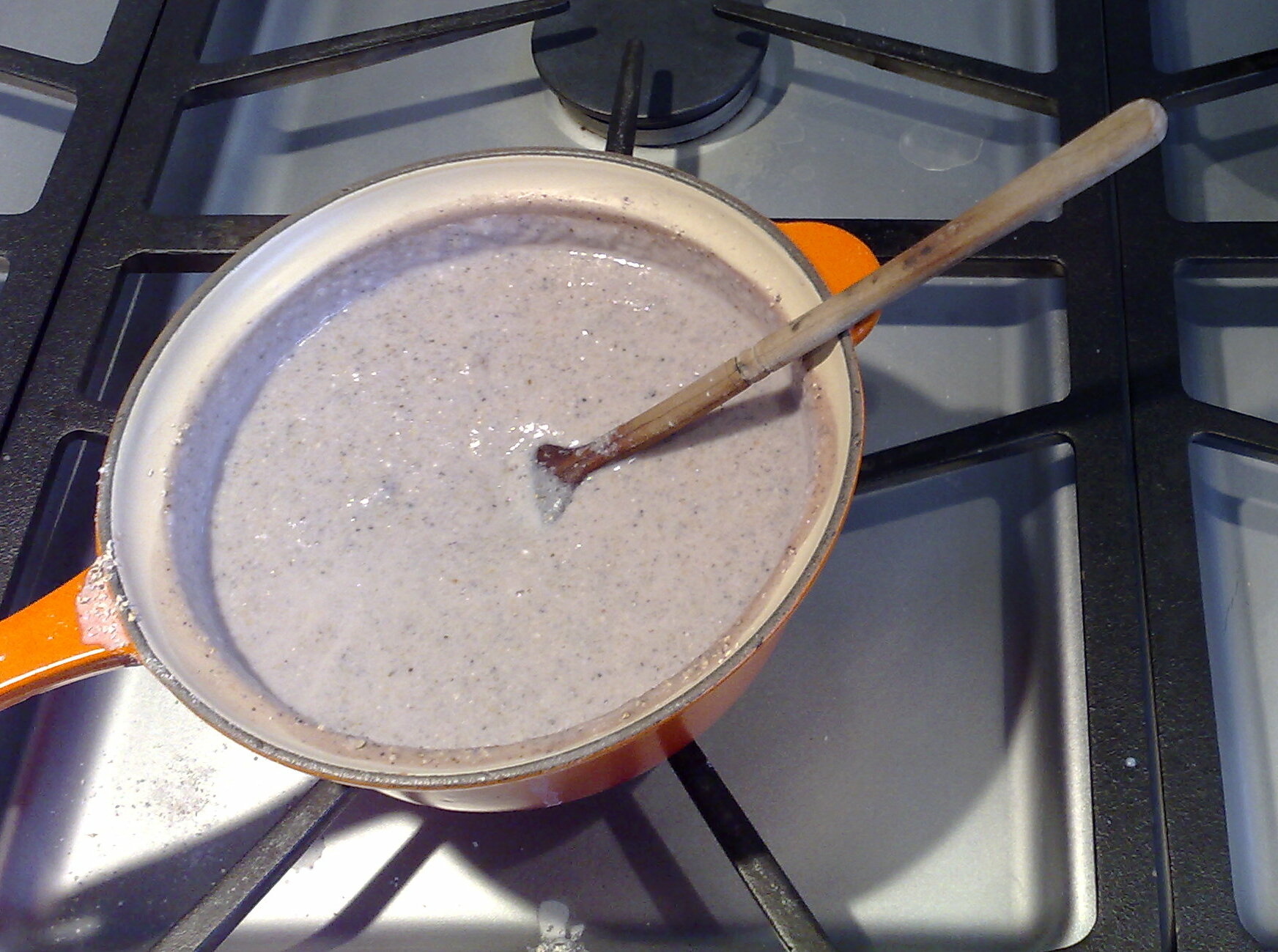
Préparation de l'atole.

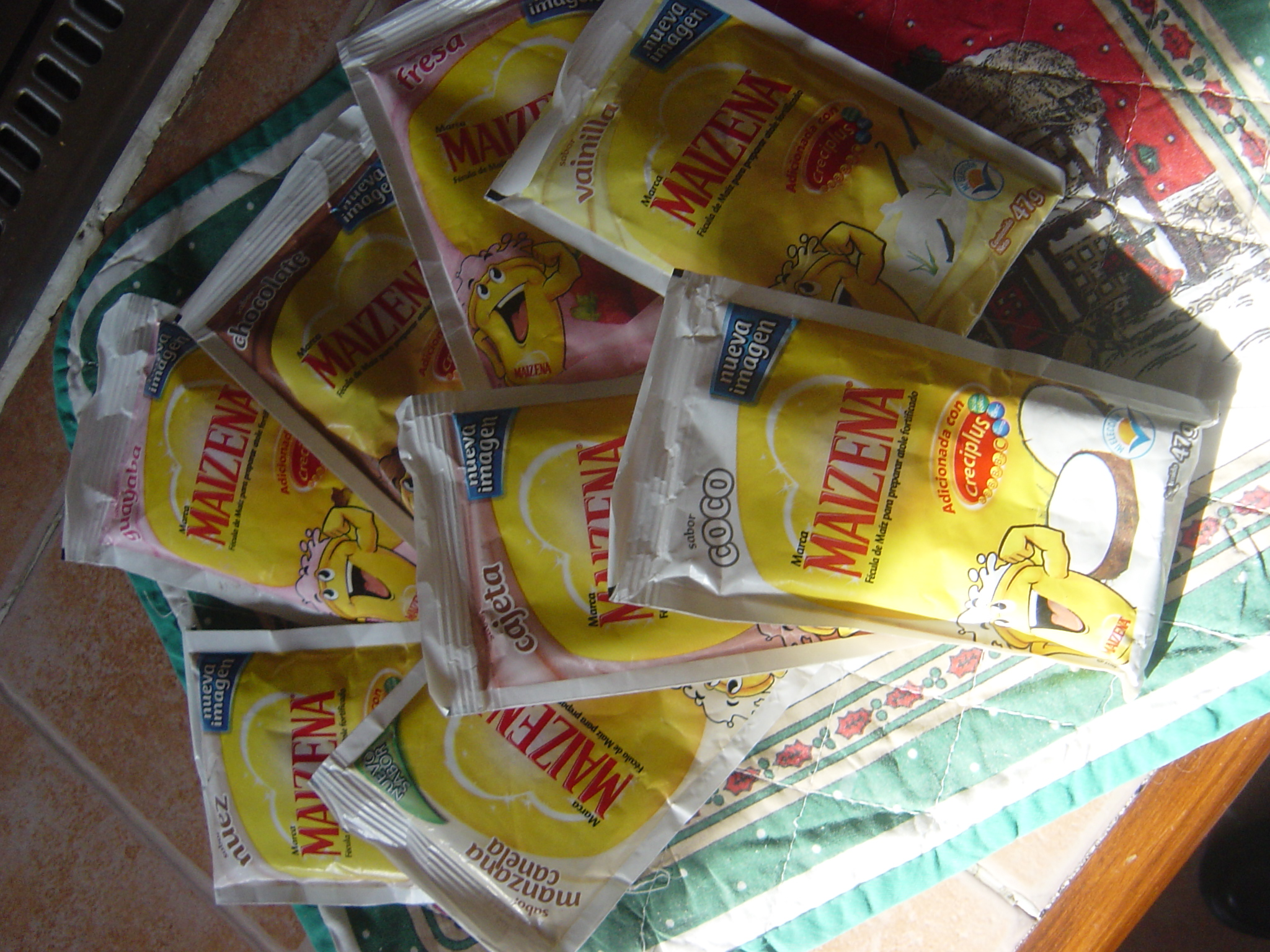
Sachets de Maïzena pour préparer de l'atole.

L'atole (du nahuatl atolli, diminutif péjoratif du mot atl, qui signifie « eau ») est une boisson chaude sucrée à base de farine très fine de maïs ou de Maïzena (qui peut contenir des saveurs ajoutées), diluée puis cuite dans de l'eau pour en augmenter la viscosité, la parfumer et la rendre plus nutritive. D'origine précolombienne, l'atole est principalement consommé au Mexique et en Amérique centrale.

## Recettes
- L'atole était traditionnellement édulcoré avec du piloncillo, un résidu solide non raffiné de jus de canne à sucre, qui peut être remplacé par du sucre ou du miel.
- L'atole est souvent parfumé, avant cuisson, de fleur d'oranger, anis, vanille, cannelle, cacao, chocolat (on l'appelle alors champurrado), jus ou pulpe de fruits.
- L'eau peut être remplacée par du lait.
- La farine de maïs est parfois remplacée par de la farine de blé ou de riz.
- Il existe dans les États mexicains du centre (notamment Puebla, Oaxaca, Veracruz et Michoacán) une version de l'atole qui s'appelle le chileatole et se prépare avec du piment, du maïs, de l'épazote et parfois même de la viande.

## Consommation
L'atole se consomme chaud. C'est une boisson qu'il est assez facile de trouver au petit déjeuner, souvent accompagné de tamales.
L'atole reste un élément de la gastronomie de certaines régions mexicaines, bien qu'il ait perdu pour la majeure partie de la population son utilité originelle : élargir le panorama gustatif d'un régime à base quasi exclusive de maïs.